# Plunderphonics
Plunderphonics es un género musical en el que las pistas son construidas por medio de muestreo (sampling) de canciones y obras musicales reconocidas. 
El término fue dado por el compositor canadiense John Oswald en su ensayo de 1985 "Plunderphonics, o Audio Piracy as a Compositional Prerogative", Finalmente fue definido explícitamente como término en las letras de su álbum Grayfolded.
El plunderphonics es una forma de collage de audio. Oswald lo ha descrito como una práctica referencial y autoconsciente que interroga nociones de originalidad e identidad.
Aunque el concepto de plunderphonics sea bastante amplio, en la práctica hay muchos temas comunes que se utilizan en lo que normalmente se llama música plunderphonic. 
Esto incluye una gran cantidad de muestras de audio de películas educativas de la década de los años 50,noticias, programas de radio o cualquier pista de audio con locutores vocales. 
Las contribuciones de Oswald a este género rara vez utilizaron este tipo de materiales, a la excepción de su tema de rap "Power" lanzada en el año 1975.
El proceso del sampleo de otras fuentes se encuentra en varios géneros musicales (en particular el hip-hop y especialmente el turntablism), pero en las obras plunderphonic, el material utilizado suele ser el único sonido utilizado. Estas muestras de audio o canciones que se utilizan generalmente no están autorizadas por los autores y, dependiendo del caso, dan lugar a acciones legales debido a la infracción de derechos de autor. 
Algunos artistas utilizan su trabajo para protestar contra las leyes de derechos de autor porque las consideran demasiado restrictivas, y algunos afirman que el uso que hacen de los materiales de otros artistas cae dentro de la doctrina del uso justo.
El proceso tiene su desarrollo cuando los artistas creativos o músicos utilizan una pista de audio original y superponen nuevos sonidos diferentes encima de la pista original hasta que la pieza original se envuelve hasta el punto de verse eliminada. A menudo se hace uso de escalas y ritmos. 
Es una técnica de estudio utilizada por grupos como la banda experimental estadounidense The Residents (que usó canciones de los Beatles) y otros destacados exponentes, incluidos DJ Shadow y The Avalanches .
A menudo, el resultado del proceso tiene poca o muy poca semejanza con el trabajo original, lo que la convierte en un trabajo derivado y, por lo tanto, libera al músico de los problemas de derechos de autor.

## Primeros ejemplos
Aunque el término plunderphonics parece que tiende a aplicarse únicamente a la música hecha desde que Oswald lo denominó de esa forma en 1980, hay varios ejemplos de música hecha anteriormente a esa fecha de forma similar. 
En particular, el sencillo de 1956 de Dickie Goodman y Bill Buchanan "The Flying Saucer", presenta a Goodman como un reportero de radio que está cubriendo una invasión extraterrestre intercalada con muestras de audio de varios discos contemporáneos. 
Algunos compositores clásicos han realizado una especie de plunderphonia sobre la música escrita, en vez de la grabada. El ejemplo más conocido es el tercer movimiento de Sinfonia de Luciano Berio, que está enteramente compuesto de citas de otros compositores y escritores. 
Durante los años 90, Oswald compuso muchas de estas partituras para músicos clásicos que clasificó con el término Rascali Klepitoire.
En Francia, el cineasta y músico Jean-Jacques Birgé ha estado trabajando en las "radiofonías" desde el año 1974 (para su película "La Nuit du Phoque"), capturando la radio y editando las muestras de audio grabadas en tiempo real con el botón de pausa de un radiocasete. 
Su grupo Un Drame Musical Instantané grabó "Crimes parfaits" en el LP "A travail égal salaire égal" en el año 1981, explicando todo el proceso y llamándolo "paisaje sonoro social". 

## Plunderphonics(EP)
El término Plunderphonics fue utilizado como el título de un EP lanzado por John Oswald. El uso original de la palabra fue para indicar una obra creada a partir de muestras de audio de un solo artista y ningún otro material. Fue influenciado por la técnica de corte de William S. Burroughs y comenzó a realizar grabaciones plunderphonic en 1970. 
En 1988 se distribuyeron copias del EP Plunderphonics a la prensa y estaciones de radio. 

## Plunderphonic(álbum)
En el año 1989, Oswald lanzó una versión como álbum muy ampliada de su EP Plunderphonics con veinticinco pistas. Al igual que en el EP, cada pista utilizó material de un solo artista. 
Se utilizaron material de artistas populares como Los Beatles y obras clásicas como la Sinfonía n.º 7 de Ludwig van Beethoven. Al igual que el EP, el álbum tampoco se puso a la venta. 
La idea central detrás del álbum de Plunderphonics era que el hecho de que todos los sonidos fueran "robados" debía ser bastante evidente. 
Se enumeraban las fuentes y artistas de todas las canciones y obras musicales que fueron utilizadas en el álbum, pero no se solicitó ni se otorgó autorización para que se utilizaran. 
Todas las copias no distribuidas de plunderphonic fueron destruidas después de una amenaza de acciones legales por parte de la Asociación Canadiense de la Industria de la Grabación en nombre de varios clientes (en particular, Michael Jackson, cuya canción " Bad " debido a que se había troceado en trozos diminutos y reorganizada en una obra llamada "Dab"). 

## Artistas destacados
DJ Shadow se ha mencionado frecuentemente como una figura fundamental en este género musical, su trabajo fue utilizado de manera fundamental por defensores posteriores.
The Avalanches también ha sido mencionado, muy en particular con el álbum Since I Left You  que se ha señalado como un trabajo fundamental en el género.
Tanto los periodistas Philip Sherburne como Joseph Kroll, han dicho que el álbum Endtroducing de DJ Shadow, lanzado en el año 1996, y el álbum Since I left you del grupo The Avalanches lanzado en el año 2000, fueron los dos álbumes más importantes del género Plunderphonics.
Kroll también incluyó el álbum de J Dilla Donuts que siguió en 2006.

## Obras posteriores
Obras posteriores de Oswald, como Plexure que dura veinte minutos pero que se afirma que contiene alrededor de mil muestras de audio muy cortas de música pop unidas, no son estrictamente "plunderphonic" según la concepción original de Oswald, el término "plunderphonic" se usa hoy en día en un sentido más amplio para indicar cualquier música completamente, o casi completamente, compuesta de muestras de audio de artistas reconocidos.